# Josef Bachmann
Pour les articles homonymes, voir Bachmann.
Josef Bachmann, né le 12 octobre 1944 à Reichenbach im Vogtland, est un ouvrier allemand proche de l'extrême droite. Il est l'auteur, le 11 avril 1968, de l'attentat contre le sociologue marxiste allemand Rudi Dutschke. Il se suicide en prison le 24 février 1970.